# The Elder Scrolls IV: Oblivion
Pour le jeu vidéo sorti en 2025, voir The Elder Scrolls IV: Oblivion Remastered.
Pour les articles homonymes, voir Oblivion.
The Elder Scrolls IV: Oblivion (souvent abrégé en Oblivion) est un jeu vidéo de rôle, développé par Bethesda Game Studios et édité par 2K Games, sorti en mars 2006 sur PC et Xbox 360 puis en mars 2007 sur PlayStation 3. C'est le quatrième opus de la série de jeux The Elder Scrolls. Le jeu a été édité par Ubisoft en Europe et en Australie sur Playstation 3 et sur Xbox 360.
Oblivion se déroule dans la province de Cyrodiil, le cœur politique de l'empire de Tamriel qui est principalement habité par les Impériaux. Le jeu doit son nom au monde parallèle habité par les Daedras.
Dans cet épisode, le héros doit aider l'héritier du trône, Martin Septim, à monter sur le trône de son père assassiné et éviter ainsi à l'empire de tomber aux mains malveillantes de Mehrunes Dagon, prince Deadra du chaos.
Pour la première fois dans la série, tous les personnages, à l'exception du personnage jouable, sont dotés d'une voix, parmi lesquelles se trouvent notamment les acteurs Patrick Stewart, Sean Bean et Terence Stamp. Jeremy Soule a composé la bande originale.
L'achat du contenu téléchargeable « Horse Armor Pack » disponible via microtransaction marque un tournant dans l'industrie du jeu vidéo. Parmi les autres contenus téléchargeables disponibles, se trouvent notamment Knights of the Nine et Shivering Isles.
Selon Bethesda Softworks, le jeu Oblivion s'inscrit dans la lignée des autres épisodes de la saga, bien qu'il soit plus accessible pour le grand public que ne l'étaient les précédents épisodes.
Une version remasterisée du jeu, The Elder Scrolls IV: Oblivion Remastered, sort le 22 avril 2025 sur Microsoft Windows, PlayStation 5 et Xbox Series. Développée par Virtuos, elle comprend des améliorations graphiques et un gameplay modernisé.

## Trame

### Synopsis
L'histoire se déroule en l'an 433 de la Troisième ère (3E 433), soit six ans après les évènements survenus dans Morrowind.
À l'instar de la plupart des épisodes de la série Elder Scrolls, lorsque l'histoire débute, le héros est prisonnier des geôles impériales pour une raison inconnue. Des conspirateurs adeptes d'une secte mystérieuse baptisée Aube Mythique, qui vénère le prince daedrique Mehrunes Dagon, viennent d'assassiner tous les héritiers du trône impérial et poursuivent l'empereur Uriel Septim VII flanqué de sa garde rapprochée — les Lames —. Ceux-ci tentent de protéger leur souverain en l'escortant à travers les souterrains de la prison.
Le passage secret auquel l'empereur doit son salut passe par la cellule où est enfermé le héros. Cette intrusion est providentielle pour ce dernier qui en profite pour s'échapper avec l'empereur et ses gardes. Les Lames, d'abord réticents, acceptent sa présence lorsqu'ils découvrent que les adeptes de l'Aube Mythique ont retrouvé leur trace. Après un premier coup de force, les conspirateurs parviennent enfin à isoler l'empereur et l'un d'entre eux le blesse mortellement. Le héros recueille les dernières volontés du mourant qui lui confie l’« amulette des rois », un talisman garantissant la légitimité de sa dynastie et lui demande de la remettre à un homme nommé Jauffre, le grand maître des Lames, au prieuré de Weynon. Le héros réussit ensuite à s'échapper des égouts et se dirige vers le monde ouvert  de Cyrodiil.
L'absence d'héritier au trône impérial rompt une ancienne alliance, la barrière de l'Oblivion : un royaume dangereux qui se trouve dans une autre dimension. Plusieurs portes d'Oblivion s'ouvrent et lancent une invasion de Tamriel par des créatures magiques connues sous le nom de Daedra, tuant et détruisant tout sur leur passage. Jauffre dit au héros que la seule façon de fermer les portes de façon permanente est de trouver un héritier de la lignée royale pour reprendre le trône et rallumer les feux de dragon avec l'amulette des rois dans la Cité impériale. Le héros apprend alors l'existence d'un fils illégitime d'Uriel Septim nommé Martin, qui est prêtre dans la ville de Kvatch. En arrivant à Kvatch, le héros découvre que les Daedra ont attaqué la ville et qu'il ne reste que très peu de survivants. Une porte d'Oblivion massive obstrue l'entrée principale de la ville et le héros doit s'aventurer à travers la porte d'Oblivion afin de la fermer de l'intérieur, permettant ainsi l'accès à la ville. Après avoir fermé la porte, le héros entre dans Kvatch et la reprend aux Daedra avec l'aide des gardes survivants. Martin a survécu et le héros le persuade de venir au prieuré de Weynon.
Le héros, désormais reconnu comme le héros de Kvatch, retourne au prieuré de Weynon avec Martin et constate qu'il a été attaqué par des assassins et que l'amulette des rois a été volée. Le héros escorte Jauffre et Martin jusqu'au Temple du Maître des Nuages, la forteresse des Lames. Là, Martin est reconnu comme l'empereur et reçoit le commandement des Lames. Le héros peut être éventuellement inscrit dans ses rangs et part à la recherche de l'amulette. Après avoir recueilli des informations, le héros apprend que le groupe responsable de l'assassinat d'Uriel Septim et du vol de l'amulette est l'Aube Mythique, un culte dédié à l'adoration de Mehrunes Dagon, le prince Daedra de la Destruction. Le culte croit que Dagon est le véritable créateur du monde et souhaite qu'il le « nettoie » de toutes les impuretés. Tuer l'empereur et donc supprimer les barrières à l'Oblivion serait la première étape dans la réalisation de cette idée. Le héros tente d'infiltrer le lieu de rencontre secret du culte dans l'espoir de récupérer l'amulette. Lorsque le héros le fait, le chef du culte, Mankar Camoran, s'échappe par un portail, emportant l'amulette avec lui. Le héros rapporte à Martin le livre qui a permis d'ouvrir le portail, et ce dernier en déduit un moyen de rouvrir le portail. Le héros recherche trois artefacts clés nécessaires pour recréer le portail : un artefact daedrique, le sang des divins (dans ce cas, l'armure du premier empereur Septim sert de substitut) et une grande pierre de Welkynd. Une fois les trois récupérés, Martin révèle qu'un dernier ingrédient est nécessaire : une grande pierre de sceau de l'intérieur d'une grande porte similaire à celle qui a dévasté Kvatch. Martin et Jauffre décident d'autoriser l'attaque de la ville de Bruma par les Daedra afin qu'une Grande Porte soit ouverte ; le héros obtient la pierre et ferme la porte, sauvant également Bruma.
Un portail est créé au Temple du Maître des Nuages et le héros est envoyé dans le royaume du Paradis créé par Mankar Camoran, le commandant de l'Aube Mythique. Après avoir contourné les Daedra, les membres de l'Aube Mythique et les obstacles, le héros affronte Camoran et le tue. Le héros rend l'amulette des rois à Martin, et ils se rendent ensuite dans la Cité impériale avec les Lames pour rallumer les feux du dragon et mettre fin à l'invasion daedrique. Ils trouvent la Cité attaquée par les Daedra et un énorme avatar de Mehrunes Dagon lui-même. Le héros et Martin se frayent un chemin jusqu'au Temple de l'Un. Là, Martin déplore qu'ils sont impuissants contre l'avatar de Dagon et explique qu'ils ne peuvent le vaincre que d'une seule manière. Il fait ses adieux au héros et brise l'Amulette des rois, se fusionnant avec l'esprit d'Akatosh, le dieu-dragon du temps, devenant ainsi l'avatar d'Akatosh. Après une bataille, Akatosh rejette Dagon dans Oblivion et laisse échapper un puissant rugissement avant de se transformer en pierre. Martin, dont l'âme a été consumée par l'amulette, entre dans l'au-delà pour rejoindre ses ancêtres. Dans un monologue télépathique au héros, il jette une lumière optimiste, expliquant que tandis que l'Amulette des rois est détruite et que le trône est à nouveau vide, les portes d'Oblivion sont désormais fermées pour toujours, et l'avenir de Tamriel est désormais entre les mains du héros. Le haut chancelier de l'Empire remercie sincèrement le héros pour ses services pendant la crise et le proclame septième champion de Cyrodiil.

### Univers

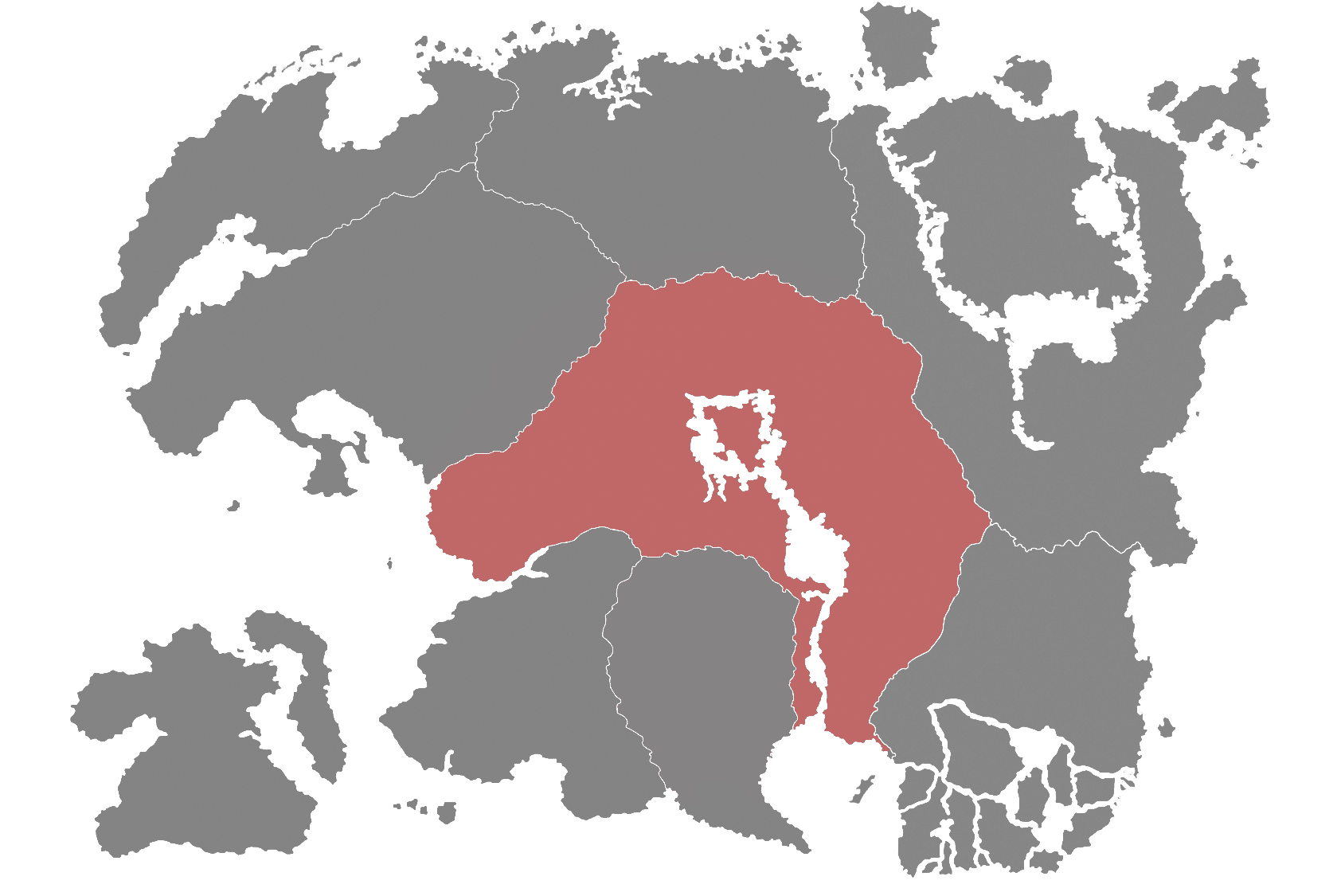
Emplacement de la province de Cyrodiil

Le jeu se déroule dans la province de Cyrodiil, sur le continent Tamriel ; ce sont donc les villes de cette province que l'on peut visiter. Elles sont au nombre de huit : la capitale la Cité impériale, Chorrol, Bruma, Cheydinhal, Leyawiin, Bravil, Skingrad, Kvatch (en partie détruite) et Anvil.
Chacune des huit villes (sans compter la capitale) possède une chapelle dédiée à l'une des neuf divinités de Cyrodiil (« les Neuf »).
Il existe aussi un grand nombre de lieux-dits (ferme, petit village, domaine…) qui possèdent une auberge, un magasin et même une église destinée généralement à la vénération des neuf divinités (comme le village perdu de « Coupeterre » au sud de Chorrol, ou de « Bord de l'Eau », près de Leyawiin).

## Système de jeu
Oblivion est un jeu de rôle (RPG) en monde ouvert,. Le jeu est composé d'une quête principale, que le joueur peut suivre ou non, ainsi que de différentes quêtes annexes dont quinze quête de maîtres Daedras,. Il y a également quatre guildes qui proposent une série de quêtes qui permettent de monter dans leur hiérarchie. Le jeu comprend un système de voyage rapide, dans lequel une icône apparaît sur la carte du monde chaque fois que le joueur visite un nouvel emplacement. Cela exclut les villes principales du monde qui sont déjà déverrouillées dès le début du jeu. Le joueur peut arriver instantanément à l'endroit souhaité en sélectionnant l'icône sur la carte. Oblivion peut être joué en vue à la première ou à la troisième personne, sauf dans la version pour téléphone portable, dans laquelle le jeu ne peut être joué qu'en vue isométrique. Le joueur peut changer la difficulté du jeu, ce qui affaiblit les adversaires et augmente les chances de succès pour des actions particulières.
La création du personnage par le joueur est un élément important du jeu avec notamment la personnalisation ou le choix de l’ethnie entre plusieurs races humanoïdes ayant chacun des caractéristiques différentes,. Le joueur peut aussi améliorer les compétences de leur personnage, qui sont des représentations numériques de leur capacité dans certains domaines. Sept compétences sont sélectionnées au début du jeu comme compétences majeures, les autres étant qualifiées de mineures. Le joueur peut également monter un niveau chaque fois qu'ils améliorent leurs compétences principales de dix points au total; ceci fournit l'occasion d'améliorer leurs attributs,. Les attributs sont des qualités de caractère plus larges, telles que la vitesse et l'endurance, tandis que les compétences sont plus spécifiques, comme l'athlétisme. Des malus telles que la maladie et le poison peuvent réduire les attributs du joueur. Lorsque le joueur atteint les 25, 50, 75 ou 100 points dans une seule compétence, il débloque des nouvelles capacités liées à la compétence,.
Les 21 compétences du jeu se répartissent également dans les catégories combat, magie et furtivité, et de nombreuses compétences complètent plus d'un domaine,. Les compétences de combat sont principalement utilisées pour la bataille et incorporent des armures et des armes lourdes comme des lames, des haches, des masses et des marteaux,. Les compétences magiques reposent sur l'utilisation de sorts pour modifier le monde physique, affecter l'esprit des autres, blesser et affaiblir les ennemis, invoquer des monstres pour aider à combattre et guérir les blessures,. Les compétences furtives permettent au joueur de casser des serrures, de négocier le prix des marchandises, d'utiliser la parole pour manipuler les gens et d'attaquer discrètement en utilisant un arc ou avec une attaque furtive,. Les sorts, armes et autres outils dont un joueur a besoin pour utiliser et améliorer ces compétences, tels que les crochets , peuvent être achetés dans les magasins, volés aux PNJ ou trouvés comme butin sur les corps des ennemis ou dans les donjons.
L'écran présente un affichage en tête haute (HUD), qui fournit des informations sur la santé, la magie et la fatigue du personnage, qui peuvent toutes être augmentées en passant au niveau supérieur. La santé peut être restaurée par des sorts, des potions ou du repos; la perte de toute la santé entraîne la mort. La magie active et s'épuise par l'utilisation de sorts ; il se régénère naturellement au fil du temps, mais il peut être également restauré de la même manière que la santé. La fatigue affecte l'efficacité du personnage au combat et l'efficacité générale, et peut être atténuée par du repos, des potions et des sorts.
Il existe une variété d'ennemis, y compris des monstres fantastiques standard tels que des lutins et les gobelins ainsi que des animaux comme des ours et des loups. Les ennemis deviennent plus forts et les armes et armures plus efficaces au fur et à mesure que le joueur monte de niveau. Ce mécanisme d'adaptation du niveau a été incorporé pour maintenir un aspect de difficulté constant et modéré. Cependant, le système d'adaptation du niveau a reçu des critiques, car elle a le potentiel de déséquilibrer le jeu; les personnages avec des compétences majeures qui augmentent involontairement, comme l'athlétisme ou l'armure, peuvent constater qu'ils se nivellent trop rapidement, ce qui rend les ennemis proportionnellement plus durs que prévu.

## Développement

### Conception
Le jeu est développé par la société de logiciels américaine Bethesda Softworks. Ken Rolston, qui était le concepteur en chef de Morrowind, supervisait l'équipe de développement. Les versions PC et Xbox 360 du jeu sont co-publiées par 2K Games et Bethesda. Le travail sur Oblivion commence peu de temps après la sortie de Morrowind en 2002. À la mi-septembre 2004, Oblivion avait été officiellement annoncé et son titre révélé,.
Au cours du développement d'Oblivion, Bethesda s'est concentrée sur la création d'un scénario réaliste, des personnages crédibles et des quêtes plus significatives que par le passé. En comparaison avec les titres précédents de la série, le jeu présente une intelligence artificielle améliorée grâce à l'utilisation du logiciel Radiant AI de Bethesda, et une physique améliorée facilitée par le moteur physique Havok,. Bethesda a développé et mis en œuvre des outils de création de contenu procédural dans la construction du terrain d'Oblivion, conduisant à la création accélérée de paysages plus complexes et plus réalistes que dans les titres précédents.
Lors de la conception du paysage et de l'architecture d'Oblivion, les développeurs ont travaillé à partir de photographies de voyage personnelles, de livres sur la nature, d'images de texture et de photographies de référence. Les outils de génération procédurale utilisés dans la production ont permis la création d'environnements réalistes à des rythmes beaucoup plus rapides que ce n'était le cas avec Morrowind. Les algorithmes d'érosion incorporés dans les outils de génération de paysage ont permis de créer rapidement et facile de terrains escarpés, remplaçant le terrain artificiellement lissé de Morrowind.
La distance de vue d'Oblivion est bien plus grande que celle de son prédécesseur, étendant les lignes de vue du joueur à l'horizon et offrant des vues sur des villes et des chaînes de montagnes lointaines. Selon un communiqué de presse de Microsoft, le monde d'Oblivion mesure environ 41 km2. Des quêtes de nature sauvage, des ruines et des donjons ont été ajoutés pour remplir l'espace. Le contenu des donjons est plus dense que dans les donjons de Morrowind, avec une augmentation de la fréquence des rencontres avec les créatures, des PNJ liés aux quêtes et des énigmes. Cependant, les populations représentées dans Oblivion ne correspondent pas aux "milliers et milliers" décrits dans la littérature précédente du jeu. L'équipe de développement a en effet préféré baisser le nombre de PNJ car la technologie ne pouvait pas afficher un trop grand nombre d'objets à l'écran sans crée des ralentissements.
En réponse aux critiques selon lesquelles le comportement des PNJ dans Morrowind avait été trop simpliste, Bethesda a développé le système Radiant AI pour Oblivion. Les PNJ ont été conçus pour faire des choix, plutôt que des routines scénarisées complètes, pour atteindre des objectifs prédéterminés. La manière dont les objectifs tels que manger, dormir, lire et parler aux autres sont atteints dépend de l'environnement, des choix des autres PNJ et des valeurs de personnalité programmées. Par exemple, un PNJ dont le but est de trouver de la nourriture peut éventuellement recourir au vol des autres, s'il en a l'opportunité et si c'est dans son caractère. Ces mécanismes de développement ont permis à Bethesda de créer des PNJ qui pourraient s'engager dans des activités complexes.

### Audio

#### Distribution vocale

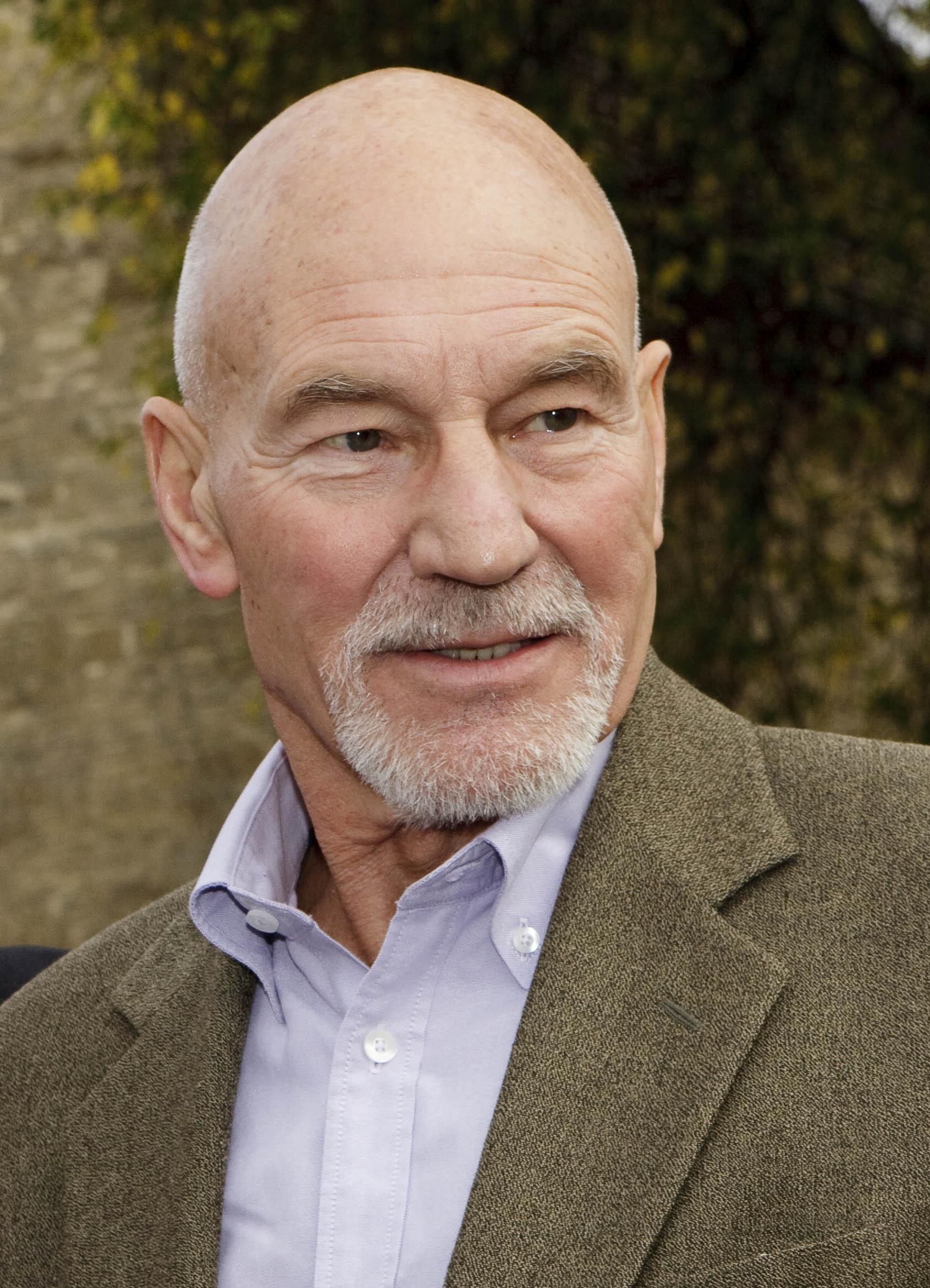
La distribution du jeu comprend notamment l'acteur britannique Patrick Stewart qui tient le rôle de l'empereur Uriel Septim VII.

Contrairement à Morrowind, dont l'essentiel des dialogues consiste en du texte à lire, Oblivion donne une voix à tous ses personnages. En revanche, il s'est avéré assez pauvre, tant en diversité vocale qu'en qualité de jeu : les moyens et le moteur de jeu empêchent d'avoir recours à une grande variété de voix, et les acteurs doivent enregistrer leurs lignes triées par ordre alphabétique, totalement privés de contexte. Par conséquent, les personnages peuvent dire une succession de répliques dans des états totalement différents. Certaines lignes ont même été mal éditées car on entend les acteurs se corriger.
Le jeu contient plus de 50 heures de dialogues parlés.[réf. nécessaire] Les personnages principaux sont interprétés par des acteurs anglo-saxons connus : Patrick Stewart, qui prête sa voix à l'empereur Uriel Septim VII, Sean Bean interprétant Martin Septim, l'héritier du trône et Terence Stamp dans le rôle de Mankar Camoran, antagoniste du jeu,,. L'acquisition de célébrités et la production de voix sont gérées par Blindlight (en), une société basée à Los Angeles,.
Pour le reste des personnages, chacun partage le même comédien selon son genre et sa race, à l'exception des Princes et Princesses daedriques,. Le jeu de base comprend dans sa distribution les acteurs suivants : Linda Kenyon (Azura, Altmers, Dunmers et Bosmers), Catherine Flye (Nocturne, Brétonnes, Impériales), Elisabeth Noone (Méphala, femmes Khajiits, Argoniennes), Jonathan Bryce (Molag Bal, Hircine, Malacath, Nordiques, Orques, khajiits, Argoniens), Lynda Carter (Nordiques, Orques), Ralph Cosham (en) (Brétons), Michael Mack (Rougegardes), Gayle Jessup (Rougegardes), Wes Johnson (en) (Lucien Lachance, Impériaux, Drémoras) et Craig Sechler (en) (Shéogorath, Clavicus Vile, Barbas, Altmers, Dunmers et Bosmers),.
Pour l'extension Shivering Isles, Jeff Baker prête sa voix à Haskill et Wes Johnson à Shéogorath. Les Saints dorés sont joués par Craig Sechler et Bari Biern tandis que les Vils séducteurs sont interprétés par Emil Pagilarulo (en) et Betsy Ames,.

#### Bande-son
La composition de la musique du jeu a été confiée à Jeremy Soule, déjà auteur, entre autres, de la bande originale de Morrowind. Elle est regroupée dans un album de 26 pistes, pour une durée totale d'une heure et 55 secondes. La bande originale officielle d'Oblivion est sortie en mars 2006, via le distributeur numérique de Soule DirectSong.
Comme dans ses compositions pour Morrowind, Soule a choisi de créer une bande originale douce et minimaliste pour ne pas fatiguer les oreilles des utilisateurs. Soule a également déclaré qu'en composant la musique, il n'imaginait aucun personnage ou événement spécifique; il voulait plutôt « commenter la condition humaine et la beauté de la vie ». Dans une interview de 2006, il raconte que ce désir est venu à la suite d'un accident de voiture survenu lors de la composition de la bande originale : « Je n'ai ressenti aucune peur... J'ai simplement reconnu que j'avais eu une belle vie et que j'allais bientôt dire au revoir à tout ça en quelques secondes ». Soule n'a subi que des blessures mineures, mais son sentiment lors de l'accident est resté avec lui pour le reste de la composition.

## Commercialisation

### Sortie
Oblivion est présenté pour la première fois à l'Electronic Entertainment Expo (E3) le 18 mai 2005 à Los Angeles. Le jeu est présenté sur le stand de Bethesda où le début de l'intrigue ainsi que certaines fonctionnalité sont dévoilés. La version présentée à l'E3 est proche de la version final ; la plupart du contenu est déjà implémenté, il ne manque alors que l'affinement que les derniers mois de développement apporteraient. La plupart des participants sont impressionnés par la projection d'Oblivion, et le jeu remporte un certain nombre de prix « best of » de la part de divers journalistes, parmi lesquels le RPG Game of Show de GameSpy, le Best of de GameSpot, Best of RPG PC d' IGN, Overall Game of E3 2005 de RPGFan, et le prestigieux Best Role Playing Game aux E3 Game Critics Awards 2005,,,,. Dans les mois précédant la sortie, le jeu était de plus en plus attendu, les critiques décrivant Oblivion comme « le premier jeu de nouvelle génération » ne faisant qu'augmenter l'attention. Pete Hines, vice-président des relations publiques et du marketing de Bethesda, déclare : « Les gens s'attendaient à ce que le jeu guérisse la cécité et guérisse les malades ».
2K Games prévoit une publication du jeu fin 2005 afin que le jeu puisse être un titre de lancement de la Xbox 360. La date de sortie officielle des versions PC et Xbox 360 était à l'origine le 22 novembre 2005, mais des retards de développement l'ont repoussée au 20 mars 2006,. Une version mobile du jeu, développée par Superscape et publiée par Vir2L Studios, est sortie le 2 mai 2006. La version PlayStation 3 du jeu (portée par 4J Studios) sort le 20 mars 2007 en Amérique du Nord et le 27 avril 2007 en Europe,,. Cette version comprend des améliorations graphiques par rapport aux versions PC et Xbox 360. Une version PlayStation Portable du jeu était également en développement avant d'être annulée.
Lors de l'E3 2007, Bethesda annone la sortie de l'édition « Game of the Year » d'Oblivion. En Amérique du Nord et en Europe, le jeu sort en septembre 2007 pour Xbox 360 et PC, et en octobre 2007 pour PS3 ,,;  en Australie, il sort en septembre 2007 pour Xbox 360 et PC, en décembre 2007 pour PS3,,. Le jeu est également disponible sur Steam le 16 juin 2009. Une édition du 5ème anniversaire d'Oblivion est annoncée et publiée en Amérique du Nord en juillet 2011 et en Europe deux mois plus tard,.

### Réévaluation du jeu par l'ESRB
Le 3 mai 2006, l'Entertainment Software Rating Board (ESRB) a modifié l'évaluation de The Elder Scrolls IV: Oblivion, un jeu vidéo sur PCs, PlayStation 3 et Xbox 360, de Adolescents (13+) à Mature (17+). La raison de cette modification est la présence de contenu qui n'avait pas été pris en considération lors la première évaluation. On retrouve notamment des représentations détaillées de violence intense et du contenu sexuel. Ce dernier étant la possibilité de rendre les personnages féminins torse nu par l'utilisation d'un mod appelé Oblivion Topless Mod,.
Pour répondre à la modification du contenu, l'ESRB a pratiqué une nouvelle évaluation d’Oblivion, montrant aux évaluateurs la différence entre le contenu fourni par l'éditeur et le nouveau contenu revélé. La nouvelle évaluation fut de Mature (17+). L'ESRB demanda a Bethesda Softworks, développeur et éditeur du jeu de rapidement informer tous les distributeurs, envoyer de nouvelles étiquettes pour que les vendeurs les collent sur les boîtes et modifier les prochaines boîtes envoyées. De plus, Bethesda Softworks devra élaborer correctif téléchargeable pour rendre la modification inaccessible. Bethesda s'est conformé aux demandes mais a cependant déclaré ne pas comprendre le raisonnement de l'ESRB. Bien que les distributeurs aient commencé à vérifier l'âge des clients à la suite de la modification,, et que l'ESRB ait commencé à attirer des critiques,, les événements n'ont suscité qu'un faible intérêt de la part du public. Certains commentaires mettent en avant l'injustice de punir l'éditeur pour les actions des joueurs,, et considère les événements similaire au problème rencontré par Rockstar dans son jeu GTA: San Andreas (Hot Coffee minigame controversy).

### Remastérisation
The Elder Scrolls IV: Oblivion Remastered est annoncée le 21 avril 2025 et sort le lendemain sur Microsoft Windows, PlayStation 5 et Xbox Series. Développé par Virtuos, il comprend des améliorations graphiques et un gameplay modernisé.

## Accueil
Oblivion est acclamé par la critique à sa sortie et remporte un grand succès commercial,. Le jeu s'est vendu à 1,7 million d'exemplaires le 10 avril 2006, 3 millions d'exemplaires en janvier 2007, et plus de 3,5 millions en novembre 2011,,. Electronic Entertainment Design and Research, une société d'études de marché, estime que le jeu s'est vendu à 9,5 millions d'exemplaires dans le monde en 2015.
Les critiques font l'éloge du jeu pour ses graphismes impressionnants, son vaste monde et ses PNJ. L'éditeur de Eurogamer, Kristan Reed, déclare que le jeu « unit avec succès certains des meilleurs éléments des jeux de rôle, d'aventure et d'action et les fusionne en un tout implacablement immersif et enivrant ». Greg Kasavin de GameSpot écrit que par rapport à Morrowind qui était l'un des meilleurs jeux de rôle qu'il ait vus depuis des années, « Oblivion est de loin meilleur, à tel point que même ceux qui ne verraient normalement aucun intérêt à un jeu de rôle devraient avoir du mal à résister à l'envie de se laisser entraîner dans ce monde vaste, beau et méticuleusement conçu ».
Jeuxvideo.com donne au jeu les notes de 18/20 sur PC, 17/20 sur Xbox 360, et 17/20 sur PlayStation 3. Il considère le jeu comme « graphiquement en avance sur son temps ».

## Extensions

### Contenus téléchargeables
À partir d'avril 2006, Bethesda publie de petits packs de contenu téléchargeable supplémentaire (DLC) pour le jeu à partir de son site Web et sur Xbox Live Marketplace. Pour Oblivion, Bethesda fait le choix de rendre les Mods officiels payants à la fois pour les versions Xbox 360 et Windows, à des prix allant de 1,20 € à 6,30 €. Le premier contenu, publié le 3 avril 2006, propose une armure pour le cheval du joueur, fait l'objet d'une controverse sur le rapport qualité-prix des contenus téléchargeables,,. Les nouvelles versions se sont poursuivies jusqu'à la fin de 2006, à des prix inférieurs et avec un contenu plus substantiel, conduisant à une meilleure réception dans la presse,,,,. D'autres petits DLC incluent un ensemble de maisons sur le thème des factions du jeu, un nouveau donjon et de nouveaux sorts qui étaient absents dans la version initiale. Le dernier pack d'Oblivion sort le 15 octobre 2007,.
Les huit contenus téléchargeables officiels sont les suivants :
- Horse Armor Pack, un set d'armure en deux textures différentes pour le cheval du joueur ;
- Orrery, qui ajoute le planétarium situé derrière la porte fermée de la tour de l'université Arcane, ainsi qu'une mini-quête pour le réparer ;
- Wizard's Tower, une tour de mage habitable dans les montagnes glacées près de Bruma ;
- The Thieves Den, un bateau pirate abandonné dans une grotte, elle aussi habitable et plutôt destinée aux voleurs ;
- Mehrunes' Razor, une quête qui permet de reprendre le combat dans une grosse cité souterraine et de récupérer un artefact très puissant ;
- The Vile Lair, une cachette destinée aux joueurs incarnant un personnage « mauvais » (vampire, nécromant…) ;
- Spell Tomes, des livres magiques disséminés au hasard dans le monde et permettant au joueur d'obtenir de nouveaux sorts ;
- Fighter's Stronghold ajoute un grand château habitable à l'ouest de Chorrol, avec une quête, de nouveaux PNJ, et plusieurs nouveaux objets. Cette extension a d'abord été disponible gratuitement, mais seulement pendant deux semaines, sur le site officiel du jeu, et uniquement en langue anglaise. Elle est ensuite devenue payante, comme les autres[102].

### Extensions officielles
La première extension d'Oblivion, The Elder Scrolls IV: Knights of the Nine, éditée par Ubisoft Entertainment, rassemble les mods payants (à l'exception du DLC Fighter's Stronghold) et rajoute la quête des Chevaliers des Neuf. Elle a été commercialisée le 23 novembre 2006 pour Windows et Xbox 360. La version PlayStation 3 a été directement incluse dans le jeu à sa sortie, au printemps 2007,.
La deuxième extension, The Elder Scrolls IV: Shivering Isles, ajoute plus de trente heures de jeu grâce à l'inclusion d'une toute nouvelle région, le royaume de Sheogorath. Cette extension a été commercialisée le 30 mars 2007 sur Windows et Xbox 360. La version PlayStation 3 est sortie le 29 novembre 2007. Les versions consoles de cette extension sont disponibles en téléchargement.
Une édition « jeu de l'année » (GOTY) regroupant le jeu de base ainsi que la quête apportée par Knights of the Nine (et non les mods payants fournis avec le disque Knights of the Nine) et l'extension Shivering Isles est disponible depuis le 28 septembre 2007 sur PC et Xbox 360 et depuis le 14 février 2008 sur PlayStation 3. Cependant, cette dernière plateforme ne dispose pas d'un espace de mémoire vive suffisant pour traiter le jeu complet sans bug fatal, conduisant au gel irréversible de partie pour tout joueur tentant d'effectuer toutes les quêtes secondaires.
Depuis le 23 septembre 2011 est aussi disponible dans le commerce une édition « 5e anniversaire », qui inclut les extensions mais sans les DLC, ainsi qu'une carte du monde et un DVD bonus documentaire. Elle est disponible en boite sur les consoles et le PC mais n'est pas disponible sur Steam, qui ne propose que la version de 2007 sous forme numérique. Toutefois, depuis 2009, Steam propose également une "Game of the Year Edition Deluxe" en anglais qui inclut les deux extensions et tous les DLC y compris Fighter's Stronghold.

### Modding
Pour la version PC, tout comme pour Morrowind, un grand nombre de mods amateurs gratuits est disponible, dans la mesure où un kit de développement appelé TESCS a été mis à disposition par Bethesda. La plupart de ces mods sont disponibles sur différents sites internet. Ces mods augmentent sensiblement la durée de vie du jeu et les possibilités offertes, allant du simple rajout d'armes et armures jusqu'à l'ajout de régions entières, ou de quêtes parfois aussi longues que celles des DLCs officiels. [réf. nécessaire]